# 溫切斯特 (內華達州)
溫切斯特（英語：Winchester）是位於美國內華達州克拉克縣的普查規定居民點。

## 人口
根據2020年美國人口普查的數據，溫切斯特的面積為12.84平方千米，皆為陸地。當地共有人口36403人，而人口密度為每平方千米2,835.12人。